# Національний парк Соберанія
Національний парк Соберанія (Parque Nacional Soberanía) — національний парк у Панамі біля берегів Панамського каналу в провінціях Панама та Колон, приблизно за 25 км з міста Панама. Через парк протікає річка Чагрес. Парк заснований у 1980 році, і займає 220 км² вологого тропічного лісу.
Відвідувачі національного парку Соберанія можуть пройтися стежкою Las Cruces (Camino de Cruces). Цей історичний шлях бере свій початок у 16 столітті, коли іспанці використовували його для транспортування золота. Частина стежки все ще вистелена старими каменями.

## Фауна парку
Парк популярний серед орнітологів завдяки великому різноманіттю птахів. Тут зустрічається близько 525 видів птахів. Трубопровідна дорога простягається на 17,5 км з півночі на південь через парк і проходить через старовікові та вторинні ліси. Трубопровідна дорога (Camineo del Oleoducto) є одним із найкращих місць для спостереження за тропічними птахами в Америці. На стежці можна зустріти 400 видів птахів. BirdLife International визнала парк важливою орнітологічною територією (IBA).

### Птахи
Птахи, яких регулярно можна побачити вздовж Трубопровідної дороги: рарія білочерева, тіріка буроплечий, каїка бурощокий, синьоголовий папуга, амазон жовтощокий, піая велика, колібрі-якобін синьоголовий, фіолетовочеревий колібрі, коронована деревна німфа, синьогрудий колібрі, білохвостий трогон, синьоголовий трогон, жовтогрудий трогон, чорнохвостий трогон, жовтошиїй тукан, жовтогорлий тукан, плямистий аракарі та ін.

### Ссавці
Парк є домом для понад 100 видів ссавців, у тому числі невловимих хижаків, таких як ягуарунді, ягуар, маргай, оцелот, онцила та пума. Також тут зустрічаються агуті, олень мазама, чагарниковий собака, капібара, койот, лисиця-крабоїд, єнот-крабоїд, чотириокий опосум, тамарин Жоффруа, сіра лисиця, гризон, смугастий свинорилий скунс, кінкажу, довгохвоста ласка, мавпа ревун, неотропічна річкова видра, дев'ятиполосий броненосець, олінго, пака, дурукула, пекарі (як білогубі, так і комірні), три види чіпкохвостих дикобразів, кілька видів двопалих і трипалий лінивець, єнот полоскун, рисовий щур, шовковистий мурахоїд, південний і північний тамандуа, колючий щур, павукоподібна мавпа Жоффруа, тапір, тайра, віргінський опосум, водяний опосум, панамський білолиций капуцин, носуха, білохвостий олень, шерстистий опосум і щонайменше 50 видів кажанів.

### Амфібії та рептилії
Кілька видів отруйних жаб можна знайти в місцевому лісі з родів Dendrobates, Colostethus і Oophaga. Золоті ропухи колись були поширеними, але зараз малочисельні у парку. Зустрічаються зелені ігуани, червоноокі деревні жаби, очеретяні ропухи, коралові змії, удави, котячі змії та слизоїди.

## Галерея

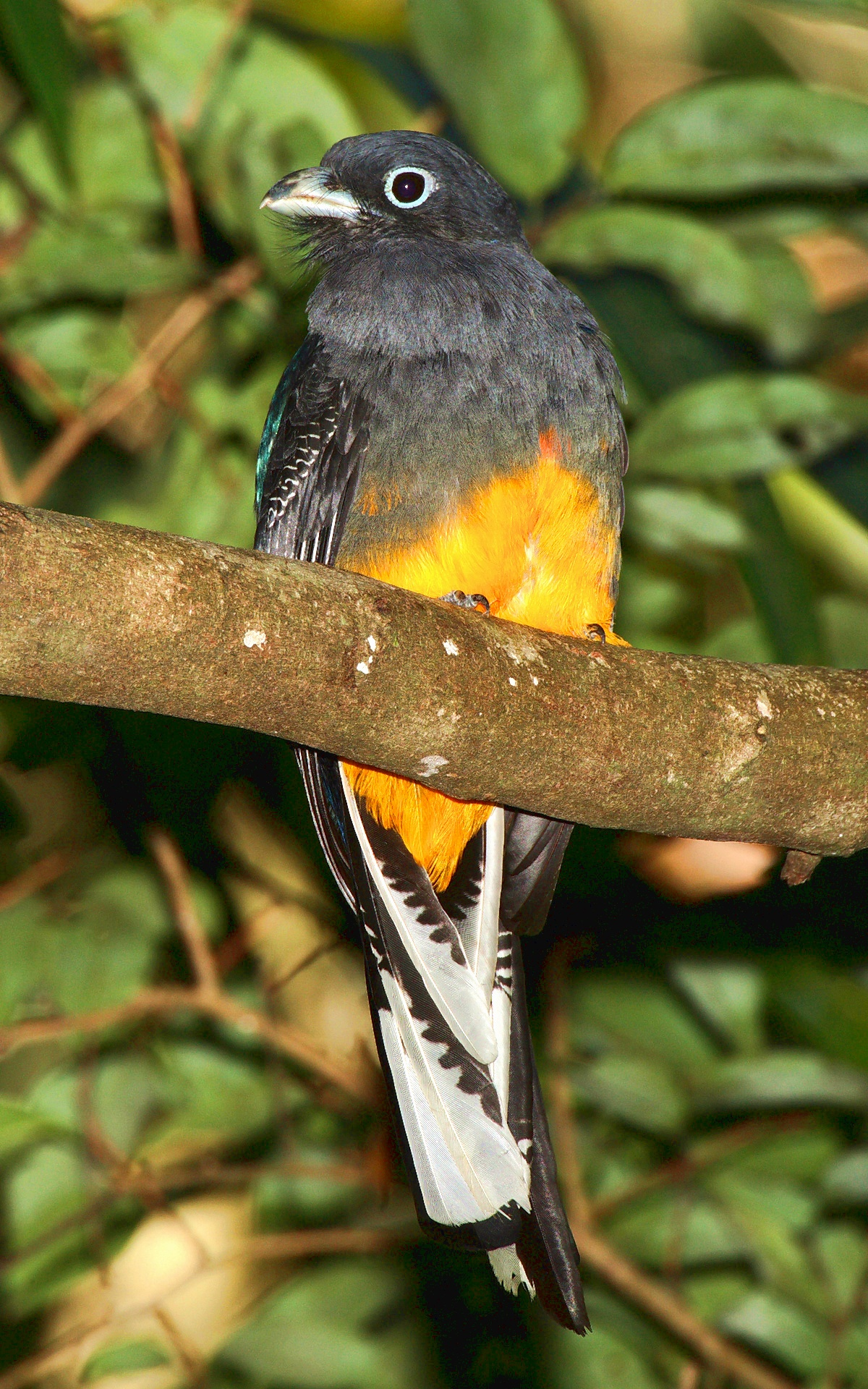
Самець білохвостого трогона біля Панамської трубопровідної дороги, Національний парк Соберанія
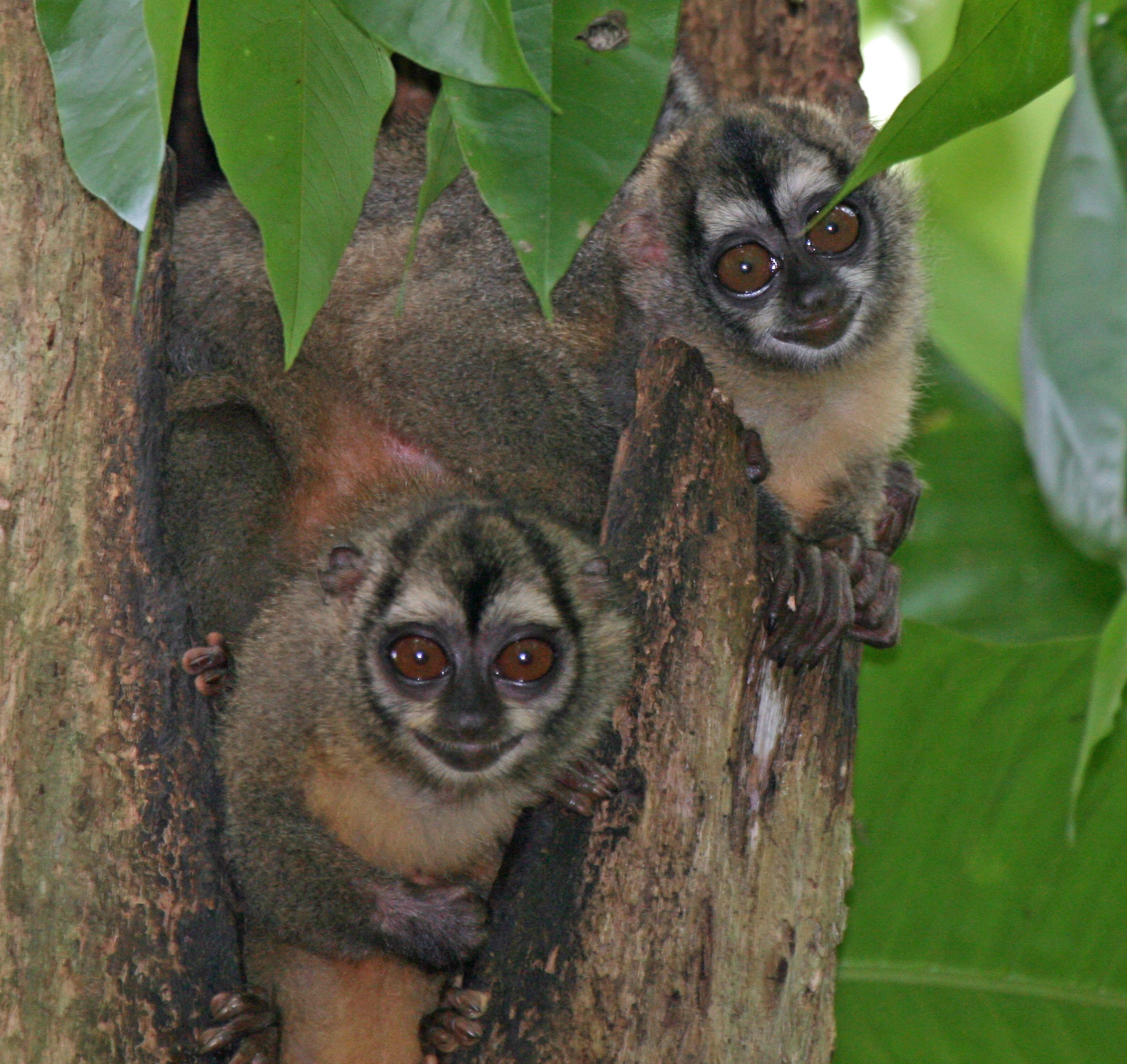
Панамські нічні мавпи ( Aotus zonalis ) у Національному парку Соберанія.